# Maximal Kulturinitiative

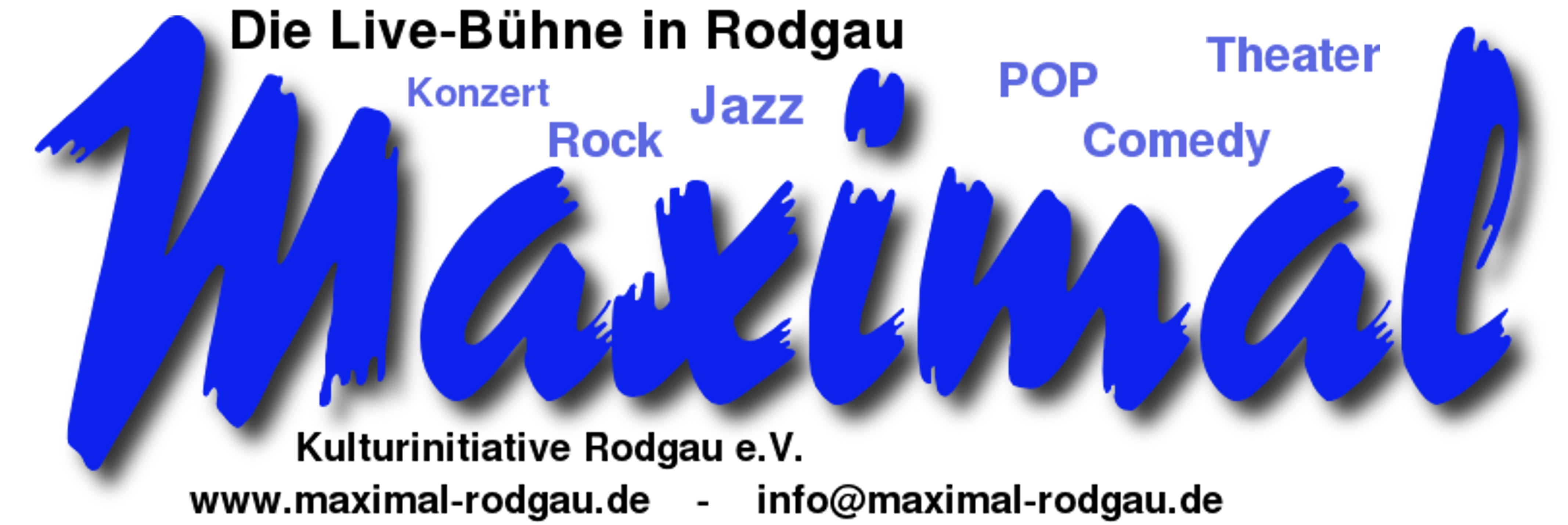
Logo des Vereins

Die Maximal Kulturinitiative Rodgau e.V. ist ein Soziokulturelles Zentrum und Kulturanbieter in der hessischen Stadt Rodgau. Sie veranstaltet kulturelle Ereignisse wie Konzerte, Theater, oder Workshops auf ehrenamtlicher Basis.

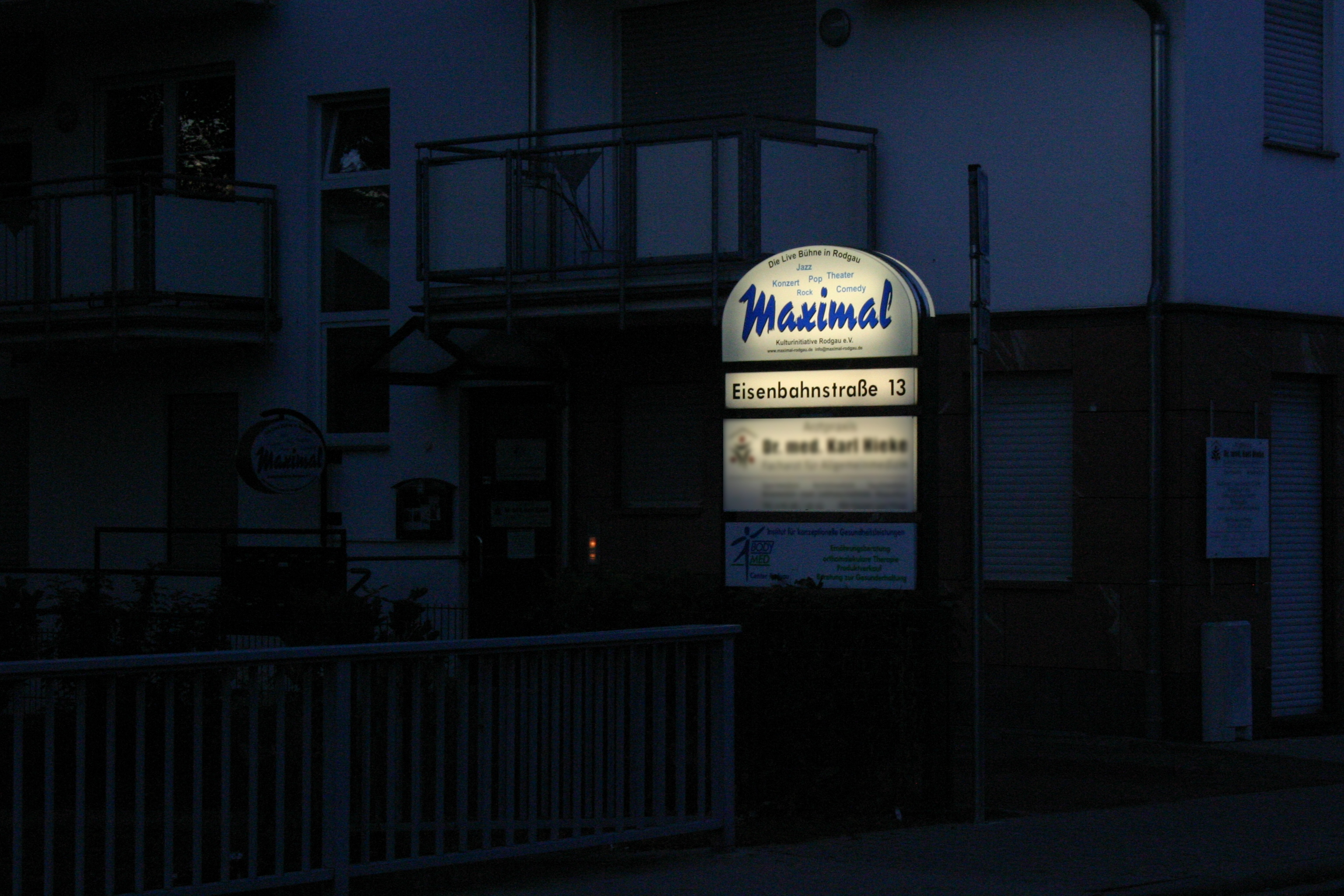
Leuchtschild vor der Spielstätte der Kulturinitiative

## Geschichte
Seit 1994 ist die Kulturinitiative ein eingetragener Verein. Zuvor hatten Ehrenamtliche über mehrere Jahre hinweg ohne organisierte Struktur Konzerte und Ausstellungen veranstaltet. Eine frühere Schreinerei wurde zu einem Konzertraum mit Bühne umgebaut. In der Anfangszeit fanden etwa 15 Veranstaltungen pro Jahr statt.
2001 begann die Konzertreihe Jazz Night mit dem Jazz-Gitarristen Thomas Langer. Nach einem Umbruch im Vereinsvorstand 2005 stieg die Veranstaltungszahl auf 60 pro Jahr. Im Jahr 2010 musste der Veranstaltungsraum wegen Kündigung durch den Vermieter aufgegeben werden. Nach zwei Jahren ohne feste Bühne mit reduziertem Programmangebot zog die Kulturinitiative im Herbst 2012 in das Untergeschoss des Wohn- und Geschäftshauses Eisenbahnstraße 13 ein.

## Programm
Jährlich gehen 65 bis 75 Veranstaltungen über die Bühne, davon in der Regel mehr als 50 Konzerte mit nationalen und internationalen Künstlerinnen und Künstlern. Das musikalische Spektrum umfasst Jazz, Funk, Soul, Blues, Folk, Singer-Songwriter/Liedermacher, Pop, elektronische und experimentelle Musik. Auf dem Programm stehen auch Theater, Zauberei, Kleinkunst und Comedy. Daneben finden auch Workshops und seit 2015 ein monatliches Pubquiz statt.
In der monatlichen Konzertreihe Jazz Night treten renommierte Jazz-Musiker in wechselnden Zusammenstellungen auf.
Ausschnitte zahlreicher Konzerte veröffentlicht die Kulturinitiative in einem eigenen Kanal auf dem Videoportal YouTube.

## Mitgliedschaften
Die Maximal Kulturinitiative ist Mitglied der hessischen Landesarbeitsgemeinschaft kultureller und soziokultureller Zentren (LAKS) und damit auch Mitglied im Bundesverband soziokultureller Zentren.

## Preise und Auszeichnungen
- Bürgerpreis 2015 in der Kategorie „Alltagshelden“ (zweiter Preis)[5]
- Kulturpreis des Kreises Offenbach 2016[6][7] und Vier-Sterne-Auszeichnung als besondere Kulturstätte des Kreises Offenbach[8]
- Kulturpreis der Stadt Rodgau 2017[9][10]

## Trivia
Den Namen Maximal wählten die Vereinsgründer, weil sich gegenüber der früheren Spielstätte ein kleiner Supermarkt der Handelskette Minimal befand.